# 歼-35
歼-35（缩写：J-35），其前身为技术验证机FC-31（代号：鹘鹰），是中华人民共和国的第五代隐形多用途战机，由航空工业集团沈阳飞机设计研究所研制、中国航空工业集团沈飞公司生产，采用气动、结构与隐身一体化设计，是中国空军实现隐身与反隐身作战体系规模化的重要组成力量。验证机FC-31项目最初完全由瀋陽飛機工業集團獨立出資研製設計，並未獲得中國人民解放軍的撥款，故未使用“歼-XX”作定型号。
2024年11月12日珠海航展开幕，中国人民解放军空军首次展出“中型隐身多用途战斗机歼-35A”。歼-35是中国空军自装备歼-20之后入役的第二款第五代战斗机，使中国成为自美国装备F-22和F-35之后，世界上第二个同时在役两款第五代战斗机的国家。

## 设计
歼-35由中国工程院院士、中航集团副总工程师孙聪担任总设计师，其采用常规气动布局，配备了DSI进气道、梯形主翼、倾斜双垂尾及内置弹仓，具备典型隐形战机的特征，可被探测性较低，生存能力较高。此外，该战机拥有优异的电子对抗性能，可完成目标探测、外部信息综合处理及多目标超视距大离轴角全向攻击等任务，性价比高。采用新开发的两台高性能小涵道比涡扇发动机作为推进系统，并装配一门航炮，具有较强的内埋及外挂能力，可挂装多种先进的空对空、空对地武器。采用3D打印制造使得零件数量只有传统工艺的50%，且工装及模具数量仅为中国三代机所需的46%，制造时间和成本大大降低。装备了短距起降的双前轮起落架，可用于中国航空母舰上的舰载型战斗机。

## 历史

### 早期开发
原型机FC-31最初作为竞争方案之一，与成都飞机工业集团的歼-20方案争取成为1990年代的中国下一代战斗机计划的选型，在歼-20方案取得头筹后，沈阳飞机工业集团没有放弃这个方案，计划继续发展以获得潜在的出口客户。
2011年9月，601研究所与沈飞集团在北京某场无人机创新大赛中联合展出了一款“F-60”双引擎飞机模型，其采用类似F-22和F-35的常规气动布局。此模型当时未引起外界多少关注。
2012年6月23日，一款飞机在中国大陆公路上被拍到并流至网络，因主体外壳在卡车上以迷彩布包裹，被外界昵称为“粽子机”，外界也猜测并盛传其为「殲31」。同年9月，编号31001的原型机曝光，并于10月30日进行高速滑行测试、31日在两架歼-11BS陪伴下完成通场首飞，2012年11月以大比例模型亮相珠海航展，外界猜测可能装备国产航母或面向出口。2014年10月，FC-31以“鹘鹰”之名亮相珠海航展，被视为面向海外市场的重大信号。中航工业领导称其研发考虑了市场各种可能性及外销，11月12日在航展首次公开飞行表演。央视报道其可能用于出口市场和舰载机，且最终定型与原型机有较大不同，发动机将国产化。沈飞表示其性价比高，设计考虑与F-35交战。2015年11月，“鹘鹰”在迪拜航展展出，性能等多方面经一年改进有提升。

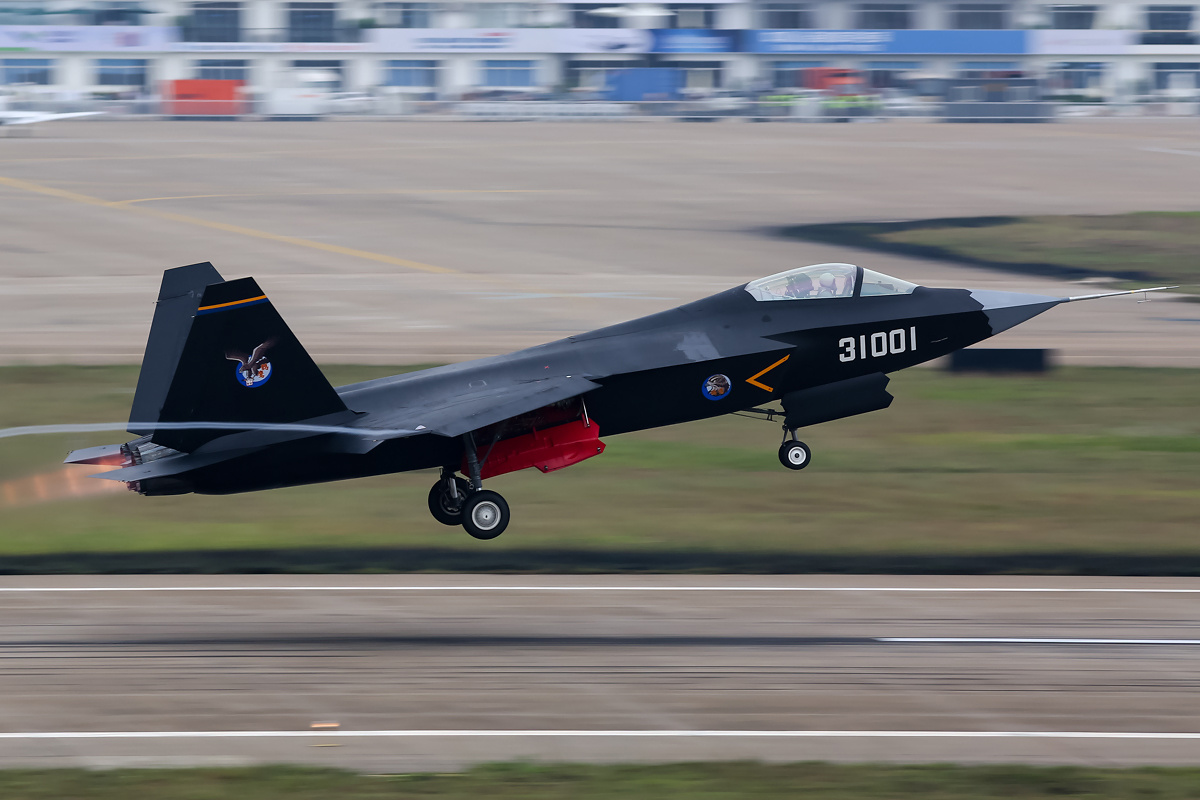
2014年珠海航空展的FC-31

### 重要改进
2016年12月23日，一架改进版FC-31型战机进行首飞。这架飞机被称为FC-31 2.0，它在垂直尾翼、航电、雷达、发动机等方面相较于之前的FC-31有很多不同的改进。

### 舰载型开发
2020年9月9日，机头编号“31003”的FC-31鹘鹰3.0验证机试飞，发动机加力无黑烟，可能换装国产渦扇-13发动机，取消机头空速管，或已安装有源相控阵雷达。2021年6月8日，网络照片显示武漢航母樓有疑似FC-31战机模型，有FC-31的熟悉配置。2021年10月29日，社交网络照片显示疑似FC-31舰载机版本原型机首飞。还有网络流传照片显示漆著蓝绿色底漆的FC-31原型机飞行，似乎是以2016年第二代FC-31原型机改良，有机翼可折叠、前起落架有弹射器牵引杆等不同处，后曝光的灰色涂装飞机编号350001。2022年7月22日，编号350003、带有飞鲨图标与空军低可视度机徽的验证机照片在中国大陆互联网传播，因清晰度高且官方未阻挠，有观点认为是有关方面默许。

### 陆基型开发
2023年9月26日，多张图片证实陆基型歼-35A于当天首飞。它很可能不是歼-35舰载型，主要迹象是其整体机翼表面积较小，水平尾翼面不“切入”机翼，二者间有小间隙，且机翼与两架FC-31验证机也不同。

### 正式亮相
2024年11月12日，珠海航展首次展出歼-35A，据央视的军事专家介绍，亮相航展就意味着歼-35A已经是空军的正式装备。

## 型号

### FC-31
原型机。

### 歼-35A
中国人民解放军空军所使用型号。

### 歼-35舰载型
中国人民解放军海军航空兵使用型号，中国人民解放军海军各型航空母舰的新一代舰载机。

## 國際反应
美国军方和工业官员认为，一旦FC-31服役，它很可能将超过现有的第四代战斗机，如F-15、F-16、F/A-18E/F超级大黄蜂。他们认为，FC-31对抗最新战斗机的能力，如美国的F-22和F-35，将取决于诸如平台数量、飞行员素质以及雷达和其他传感器的能力等因素。
印度正推行先进中型战机研发计划，以应对中国的发展，而中国的一些其他邻国正在考虑购买F-35或苏-57以增强自身能力。
俄罗斯米格航空器集团的弗拉基米尔·巴科夫斯基表示，尽管存在一些设计缺陷，但FC-31“看起来像一台好机器”。尽管它包含了美国第五代战斗机设计中已经使用的一些特性，但它“不是复制品，而是一种做得很好的本土设计。”

## 使用国

### 用戶
- 中华人民共和国
  -  中国人民解放军海军：歼-35舰载型[41]
  -  中国人民解放军空军：歼-35A

### 潜在用戶
- 巴基斯坦
  - 巴基斯坦空軍：40架殲-35A（计划购入；或以“FC-31”型号进口）[42]
- 埃及
  - 埃及空军[43]